# Gospodar prstanov: Bratovščina prstana
Gospodar prstanov: Bratovščina prstana (prvotno angleško The Lord of the Rings: The Fellowship of the Ring) je prvi del filmske trilogije Gospodar prstanov režiserja Petra Jacksona. Film, ki temelji na knjigi pisatelja J. R. R. Tolkiena, je izšel leta 2001.
Prejel je številne nagrade, med drugim štiri oskarje: za najboljšo fotografijo, masko, posebne učinke in izvirno glasbeno podlago. Skupni zaslužek filma je bil 870 milijonov dolarjev, kar ga urvšča na 20. mesto med filmi z največjim zaslužkom vseh časov.

## Vsebina
V drugi dobi Srednjega sveta temni gospodar Sauron ustvari čarobni prstan, s katerim bo zavladal Srednjemu svetu. Po robu se mu postavi zadnje zavezništvo med vilini in ljudmi, vendar Saurona ne morejo premagati, dokler Isildur, sin mrtvega gondorskega kralja Elendila v obupu njemu zamahne z očetovim zlomljenim mečem in mu odseka prst, na katerem nosi Prstan. Tako Sauron izgubi velik del svoje moči, ni pa dokončno uničen, saj se Isildur ni pripravljen odpovedati Prstanu, ki ga je že uročl. Del Sauronove moči tako preživi v Prstanu. Isildurja pokonča trop orkov, Prstan pa z njegovega prsta pade na tla reke Anduin, kjer ga dolgo pozneje najde Gollum. Ta ga odnese globoko v rove pod Meglenim govorjem, Prstan pa prepreči, da bi se Gollum postaral. Kasneje Prstan Golluma zapusti, na tleh pa ga najde hobit Bilbo Bisagin ter ga prinese domov v Šajersko.
Šestdeset let kasneje Bilbo tam praznuje svoj 111. rojstni dan, po tem pa Prstan zapusti svojemu nečaku Frodu. Čarovnik Gandalf prične slutiti, da je ta Prstan nekaj posebnega, zato se odpravi v Minas Tirith, kjer v kraljevi knjižnici najde zapiske o Prstanu in ugotovi, da se mora Frodo kar najhitreje odpraviti v Rivendell, kjer ga bo varovala moč vilinskega kralja Elronda. Gandalf odpotuje v Isengard, kjer se posvetuje s Sarumanom, vodjo čarodejev. Izkaže se, da je Saruman izdajalec in da želi Prstan zase, zato se spopade z Gandalfom. Saruman ga premaga in zapre na vrh svojega stolpa Orthanca, od koder ta pobegne na velikem orlu, Saruman pa medtem pripravlja vojsko orkov.
Frodo se odpravi na pot, spremlja pa ga njegov vrtnar in prijatelj Samoglav Gamgi. Frodo in Samo na poti v Breže srečata Merjadoka Brendivinskega in Peregrina Tuka, skupaj pa komaj pobegnejo pred Nazgûli, ki so medtem prišli v Šajersko. V Brežah bi se morali srečati z Gandalfom, vendar je ta v tem času še zaprt v Orthancu. Namesto tega jih pred Nazguli skrije potikavec Aragorn, s katerim se skupaj odpravijo proti Rivendellu. Ko prispejo do stare utrdbe, kjer želijo preživeti noč, jih napadejo Nazgûli, Aragorn jih premaga, vendar še pred tem njihov poveljnik zabode Froda z zastrupljenim bodalom. Ko Aragorn išče rastlino athelas, s katero bi lahko upočasnil delovanje strupa, jih najde vilinka Arwen, Elrondova hči, ki s Frodom odjezdi proti Rivendellu. Na poti ju dohitijo Nazgûli, vendar jim pobegneta čez reko Bruinen in, ko jima skušajo slediti, Arwen prikliče nadnje povodenj. Frodu v Rivendellu vilini pozdravijo rano in mu povrnejo moči.
Elrond pripravi posvet, na katerem sodelujejo predstavniki vseh svobodnih ras Srednjega sveta. Razloži jim, da mora nekdo Prstan odnesti v Mordor in ga vreči v pečine Gore Pogibeli ter tako dokončno uničiti Saurona. Udeleženci se dolgo prepirajo, saj med njimi obstajajo stare zamere in nesoglasja, na koncu pa se Frodo javi, da bo on odnesel Prstan v Mordor. Tako se oblikuje bratovščina prstana, v kateri so poleg štirih hobitov še Aragorn, vilin Legolas, škrat Gimli, Gandalf in gondorec Boromir. Slednji se sicer ne strinja z ostalimi in jih želi prepričati, naj Prstan uporabijo proti Sauronu, a popusti volji ostalih.
Bratovščina se mora kmalu po začetku poti soočiti z veliko oviro: prečkati morajo Megleno gorovje. Ko skušajo prečkati prelaz Caradhras, čarovnik Saruman nadnje pošlje snežni metež, zato morajo na nevarnejšo pot skozi rove Morie, starodavnega škratovskega mesta. Skozi rove se skušajo prebiti čim bolj neopazno, a jih kljub temu napadejo goblini in njihov trol, ki zabode Froda. Ta preživi zaradi srajce iz mithrila, ki mu jo je podaril Bilbo. Bratovščina beži naprej, takrat pa jih napade še ognjeni demon - Balrog. Bratovščina pred slednjim zbeži čez most [[Khazad-dûm], tam pa se Gandalf z njim spopade in skupaj zgrmita v globino.
Ostali se zatečejo v vilinsko gozdno kraljestvo Lothlorien, kjer jih kraljica Galadriel obdari s številnimi darovi, med drugim s čolni, s katerimi nadaljujejo po reki Anduin. Tako prispejo do ruševin Amon Hena, kjer Boromir skuša Frodu nasilno odvzeti Prstan, tedaj pa jih napadejo Sarumanovi orki. Aragorn jih zadrži, da lahko Frodo pobegne, orki pa pričnejo loviti Merjadoka in Pipina, saj jim je Saruman naročil, naj mu prinesejo hobite na zaslišanje. Boromir sprevidi svojo zmoto in ju skuša zaščititi, vendar ga orkovski poveljnik Lurtz ubije. Orki Merjadoka in Pipina zajamejo in pobegnejo pred Aragornom, Legolasom in Gimlijem. Frodo želi sam nadaljevati pot, saj vidi, kako škodljivo Prstan deluje na ostale. Na koncu pusti Samu, da se mu pridruži. Aragorn, Gimli in Legolas pokopljejo Boromirja, nato pa se odpravijo v lov za orki, da bi rešili Merjadoka in Pipina, Froda in Sama pa pustijo, da sama nadaljujeta pot.

## Zasedba
Glavni igralci so pred začetkom snemanja (11. oktober 1999) šest tednov trenirali mečevanje, jahanje in vožnjo s čolnom. Režiser Peter Jackson je upal, da bo s tem izboljšal tehnični izgled filma, poleg tega pa igralce prisilil, da postanejo eden na drugega bolj navezani, kar bi se izkazalo v končnem izdelku.
- Elijah Wood kot Frodo Bisagin: hobit, ki podeduje Edini Prstan od svojega strica Bilba. Wood je bil prvi igralec, ki je bil izbran za vlogo. Kot navdušenec nad knjigo je poslal v studio posnetke, kako je oblečen v Froda bral tekst,[3] ter bil izbran med 150 kandidati.
- Sean Astin kot Samoglav Gamgi: Frodov vrtnar in najboljši prijatelj, ki ga spremlja na njegovi poti v Mordor. Sean Astin in Elijah Wood sta med snemanjem stkala tesen odnos, podobno kot njuni vlogi.
- Ian McKellen kot Gandalf sivi: čarodej in Frodov prijatelj, ki mu pomaga odločiti, kaj naj stori s Prstanom. Postane vodja bratovščine prstana na poti v Mordor. Za vlogo so imeli v mislih Seana Conneryj, ki pa ni razumel scenarija.[3] McKellen je večino časa na snemanju preživel s pritlikavimi dvojniki hobitov, saj so na tak način snemali večino prizorov, kjer se pojavljajo tako hobiti kot ljudje.
- Viggo Mortensen kot Aragorn: potikavec, ki pa je v resnici zakoniti naslednik gondorskega kraljestva. Froda varuje na poti, dokler mu ta pri Amon Henu ne razloži, da mora pot nadaljevati sam. Za vlogo Aragorna so producenti želeli Nicolasa Cagea, ki pa je vlogo zavrnil zaradi družinskih obveznosti.[4] Za vlogo se je potegoval tudi Vin Diesel, ki je navdušen nad Gospodarjem prstanov. Eden od potencialnih igralcev je bil tudi Russell Crowe, ki pa je ponudbo zavrnil, saj je podobno vlogo odigral že v Gladiatorju.[3] Producent Mark Ordesky je Mortensena videl v igri, Mortensenov sin, navdušenec nad Gospodarjem prstanov, pa je očeta prepričal, naj vlogo vzame.[2]
- Sean Bean kot Boromir: sin gondorskega majordoma, ki se pridruži bratovščini, čeprav se ne strinja s tem, da naj skušajo Prstan uničiti. Bruce Willis, navdušenec nad knjigami, je izrazil željo, da bi odigral vlogo. Liamu Neesonu so poslali scenarij, a je vlogo zavrnil.[3]
- Orlando Bloom kot Legolas: vilinski princ in izkušen lokostrelec, ki Froda spremlja na poti v Mordor. Bloom je prišel na avdicijo za vlogo Faramirja, ki se pojavi v drugem filmu. To vlogo je dobil David Wenham.[3]
- Billy Boyd kot Peregrin "Pipin" Tuk: mlad hobit, ki se Frodu pridruži skupaj s svojim najboljšim prijateljem, Merjadokom.
- Dominic Monaghan kot Merjadok Brendivinski: Frodov prijatelj in daljni bratranec, ki se mu na poti pridruži skupaj s Peregrinom Tukom. Sta komični element v filmu. Monaghana so za vlogo izbrali po tem, ko je prišel na avdicijo za vlogo Froda.[3]
- John Rhys-Davies kot Gimli: škrat, ki se bratovščini pridruži v Rivendellu. Na začetku je zelo nezaupljiv do vilinov, kasneje pa jim vedno bolj zaupa. Za vlogo so imeli v mislih tudi Billyja Connollyja.[3] Rhys-Davies je moral na obrazu nositi debelo masko iz lateksa.
- Christopher Lee kot Saruman: nekdaj glavni med čarodeji, med katere spada tudi Gandalf, ki pa je podlegel pohlepu in postal zloben. Lee je velik navdušenec nad Gospodarjem prstanov, ki knjigo vsako leto prebere. Srečal je tudi pisatelja J. R. R. Tolkiena. Prijavil se je za vlogo Gandalfa, a so bili mnenja, da je prestar.[3]
- Sala Baker v vlogi Saurona: glavni antagonist in največje zlo v Srednjem svetu. Ko je ustvaril Prstan, je vanj vlil velik del svoje moči in šele, če bo Prstan dobil, bo spet postal tako mogočen kot prej.
- Hugo Weaving kot Elrond: vilinski kralj in oče Arwen Večernice. Vero v ljudi je izgubil, ko je pred 3000 leti videl Isildurja, ki ni želel uničiti Prstana. Zanimanje za vlogo je izrazil tudi David Bowie.
- Marton Csokas kot Celeborn: vilinski kralj, ki skupaj z Galadriel vlada v Lothlorienu.
- Cate Blanchett kot Galadriel: vilinska kraljica Lothloriena, ki Frodu pokaže, kaj se lahko zgodi, če mu na njegovi nalogi spodleti. Bratovščini podeli številne darove, ki jim pomagajo na poti. Kandidatka za vlogo je bila tudi Tilda Swinton, ki pa jo je zavrnila, saj je podobno vlogo igrala v filmu Narnija: Lev, čarovnica in omara.
- Liv Tyler kot Arwen Večernica: Vilinska princesa, hči Elronda in po materini strani vnukinja Galadriel in Celeborna. Da bi ostala z Aragornom se je odpovedala nesmrtnosti
- Ian Holm kot Bilbo Bisagin: Ostareli hobit, stric Froda. Praznuje svoj 111. rojstni dan in se potem odpravi v Rivendell

## Snemanje
Film so snemali na različnih lokacijah na Novi Zelandiji. Tu je seznam lokacij po vrsti pojavljanja:
| Lokacija v filmu       | Točna lokacija na Novi Zelandiji    | Območje Nove Zelandije  |
| ---------------------- | ----------------------------------- | ----------------------- |
| Hobbiton               | Matamata                            | Waikato                 |
| Vrtovi v Isengardu     | Harcourt Park                       | Upper Hutt              |
| Šajerski gozdovi       | Otaki Gorge Road                    | Kapiti Coast District   |
| Splav Bucklebury       | Keeling Farm, Manakau               | Horowhenua              |
| Gozd blizu Brež        | Takaka Hill                         | Nelson                  |
| Trolovski gozd         | Waitarere Forest                    | Horowhenua              |
| Beg v Rivendell        | Tarras                              | Otago                   |
| Prečkanje reke Bruinen | Arrow River, Skippers Canyon        | Queenstown              |
| Rivendell              | Kaitoke Regional Park               | Upper Hutt              |
| Eregion                | Mount Olympus                       | Nelson                  |
| Mrtve močvare          | Kepler Mire                         | Southland District      |
| Dolina Dimrill         | Lake Alta                           | The Remarkables         |
| Dolina Dimrill         | Mount Owen                          | Nelson                  |
| Lothlórien             | Paradise                            | Glenorchy               |
| Reka Anduin            | Upper Waiau River                   | Fiordland National Park |
| Reka Anduin            | Rangitikei River                    | Rangitikei District     |
| Reka Anduin            | Poet's Corner                       | Upper Hutt              |
| Parth Galen            | Paradise                            | Glenorchy               |
| Amon Hen               | Mavora Lakes, Paradise in Closeburn | Southern Lakes          |